# Браун, Уильям Фуллер мл.
Уильям Фуллер Браун — младший (англ. William Fuller Brown Jr.; 21 октября 1904—1983) — американский физик, разработавший такие теории как: теория микромагнетизма, теория континуума ферромагнетизма, многочисленно применяемую в физике и технике. Он опубликовал три книги: "Магнитостатические принципы в ферромагнетизме", "Микромагнетизм" и "Магнитоупругие взаимодействия".

## Биография
Уильям Фуллер Браун-младший родился 21 сентября 1904 года в Лион-Маунтин, штат Нью-Йорк, у Уильяма Фуллера Брауна и Мари Э. Уильямс. Игрушечный мотор вызвал у него интерес к электромагнетизму, но курсы физики в средней школе и колледже отбили его желание заниматься этой дисциплиной. Он окончил Корнеллский университет со степенью бакалавра по английскому языку в 1925 году и начал преподавать в Академии Каролины, частной средней школе в Роли, штат Северная Каролина, что «стимулировало» его интерес к физике.
В 1927 году Браун поступил в Колумбийский университет. Совместно с С. Л. Куимби в качестве докторского консультанта он написал диссертацию о влиянии намагниченности на упругие свойства железа.
17 августа 1936 года женился на Шеннон Джонсон.
В 1937 году получил докторскую степень по физике.
В 1938 году Браун был назначен доцентом физики в Принстонском университете. Именно в этот период он разработал микромагнетизм. В 1941 году он отправился в Военно-морскую лабораторию США, где возглавил группу, которая работала над методами защиты кораблей от магнитных мин. Разработал новые методы размагничивания кораблей и приборы для измерения магнитных полей и магнитных свойств сталей. За свою работу он был награждён премией за заслуги перед гражданской службой ВМС США.
С 1946 по 1955 год Браун работал в Ньютон-сквер, штат Пенсильвания, физиком-исследователем в Sun Oil Company, изучая диэлектрические и ферромагнитные явления.
В 1955 году он переехал в Миннесоту и работал в компании 3М старшим физиком-исследователем, где проявлял большой интерес к ферромагнитным однодоменным частицам.
В 1957 году Браун стал профессором электротехники в Университете Миннесоты. Он оставался в таком положении, пока он не стал почетным в 1973 году, за исключением 1962 (когда он был Фулбрайта ученый в Институте Вейцмана в Реховоте, Израиль) и 1963—1964 (когда он был приглашенным профессором в Институте интеллектуальных систем Макса Планка исследований в Штутгарт).
Браун скончался в Сент-Пол, штат Миннесота в 1983 году.

## Развитие микромагнетизма
Во время окончания Брауном от Корнеллского университета теория для магнитных доменов не была достаточно развита. Ричард Беккер и Вернер Деринг в своей книге «Ферромагнетизм» подчеркивали внутренние напряжения. Браун осознал, что наиболее важный фактор, магнитостатические силы, «полностью игнорируется». На него сильно повлияла статья Льва Ландау и Евгения Лифшица 1935 года, в которой была разработана одномерная непрерывная модель движения доменных стенок. В 1938 г. В. К. Элмор опубликовал статью, в которой обсуждалось трехмерное обобщение теории Ландау-Лифшица, но не пытался вывести уравнения. Браун намеревался сделать это.
В 1940 году Браун опубликовал свои уравнения и применил их к насыщению кривых намагничивания. Позже он сказал, что «никто не обращал на них никакого внимания в течение 16 лет», хотя Чарльз Киттель сказал, что это была одна из «отправных точек» для его обзора ферромагнетизма в 1946 году.

## Награды и звания
- Премия Абрахама Кресси Моррисона от Нью-Йоркской академии наук (1967).
- Избран членом IEEE, (1968).
- Почетный пожизненный член IEEE Magnetics Society (1974).
- Избран членом Американского физического общества.
- Избран членом Американской ассоциации развития науки[8].

## Основные труды

### Книги
- Brown Jr., William Fuller. Magnetostatic Principles in Ferromagnetism. — North-Holland, 1962.
- Brown Jr., William Fuller. Micromagnetics. — Interscience, 1962. — ISBN 978-0-88275-665-3.
- Brown Jr., William Fuller. Magnetoelastic Interactions. — Springer-Verlag, 1966.
- Браун, Уильям Фуллер. Микромагнетизм / Пер. с англ. А. Г. Гуревича. — Перевод изд. Brown, W.F. Micromagnetics / W.F. Brown New York ; London, 1963. — Москва : Наука, 1979. — 159 с.
- — (1966). Магнитоупругие взаимодействия. Шпрингер-Ферлаг.

### Статьи
- William Fuller; Brown Jr. Theory of the approach to magnetic saturation (англ.) // Physical Review : journal. — 1940. — Vol. 58, no. 8. — P. 736—743. — doi:10.1103/PhysRev.58.736. — Bibcode: 1940PhRv...58..736B.
- William Fuller; Brown Jr. The Effect of Dislocations on Magnetization Near Saturation (англ.) // Physical Review : journal. — 1941. — Vol. 60, no. 2. — P. 139—147. — doi:10.1103/PhysRev.60.139. — Bibcode: 1941PhRv...60..139B.
- William Fuller; Brown Jr. Virtues and Weaknesses of the Domain Concept (англ.) // Reviews of Modern Physics : journal. — 1945. — Vol. 17, no. 1. — P. 15—19. — doi:10.1103/RevModPhys.17.15. — Bibcode: 1945RvMP...17...15B.
- William Fuller; Brown Jr. Criterion for Uniform Micromagnetization (англ.) // Physical Review : journal. — 1957. — Vol. 105, no. 5. — P. 1479—1482. — doi:10.1103/PhysRev.105.1479. — Bibcode: 1957PhRv..105.1479B.
- William Fuller; Brown Jr. Thermal Fluctuations of a Single-Domain Particle (англ.) // Physical Review : journal. — 1963. — Vol. 130, no. 5. — P. 1677—1686. — doi:10.1103/PhysRev.130.1677. — Bibcode: 1963PhRv..130.1677B.
- Brown Jr., William Fuller (1972). Magnetic memories, melodies and mazes. Annals of the New York Academy of Sciences[англ.]. 189 (1): 138–143. Bibcode:1972NYASA.189..138B. doi:10.1111/j.1749-6632.1972.tb13121.x. PMID 4500471.
- Brown Jr., William Fuller (1978). Domains, micromagnetics, and beyond: reminiscences and assessments. Journal of Applied Physics. 49 (3): 1937–1942. Bibcode:1978JAP....49.1937B. doi:10.1063/1.324811.